# Sam Thomas (koszykarka)
Sam Thomas (ur. 14 czerwca 1999 w Las Vegas) – amerykańska koszykarka występująca na pozycjach rzucającej lub niskiej skrzydłowej, obecnie zawodniczka Phoenix Mercury w WNBA.

## Osiągnięcia
Stan na 28 czerwca 2022, na podstawie, o ile nie zaznaczono inaczej.

### NCAA
- Wicemistrzyni NCAA (2021)
- Uczestniczka turnieju NCAA (2021, 2022)
- Sportowa stypendystka roku Pac-12 (2021)
- Najlepsza pierwszoroczna sportsmenka według Arizona Athletics (2018)
- Laureatka nagrody Coach Wooden Citizenship Cup Elite 90 Award (2022)
- Zaliczona do:
  - I składu:
    - Pac-12 (2021, 2022)
    - defensywnego Pac-12 (2020, 2021, 2022)
    - najlepszych pierwszorocznych zawodniczek Pac-12 (2018)
    - CoSIDA First Team Academic All-American (2021, 2022)
    - Pac-12 All-Academic (2019)
    - CoSIDA Academic All-District (2019, 2022)

  - składu:
    - honorable mention Pac-12 (2020, 2022)
    - Pac-12 Winter Academic Honor Roll (2020, 2021)